# Поент Клер (Квебек)
Поент Клер (фр. Pointe-Claire) је град у Канади у покрајини Квебек. Према резултатима пописа 2011. у граду је живело 30.790 становника.

## Становништво
Према резултатима пописа становништва из 2011. у граду је живело 30.790 становника, што је за 2,1% више у односу на попис из 2006. када је регистровано 30.161 житеља.
| 2006.  | 2011.  | 2016.  |
| ------ | ------ | ------ |
| 30.161 | 30.790 | 31.380 |